# جارد روس
جارد روس (بالإنجليزية: Jared Ross)‏ هو لاعب هوكي الجليد أمريكي، ولد في 18 سبتمبر 1982 في هنتسفيل في الولايات المتحدة.

## وصلات خارجية
- جارد روس على موقع دوري الهوكي الوطني (الإنجليزية)
- جارد روس على موقع EliteProspects.com (الإنجليزية)
- جارد روس على موقع HockeyDB.com (الإنجليزية)
- جارد روس على موقع Hockey-Reference.com (الإنجليزية)